# Rafał Gerlach
Rafał Gerlach (ur. 11 lutego 1969 w Warszawie) – polski reżyser, producent, scenarzysta oraz aktor telewizyjny i teatralny.

## Życiorys
W 1993 roku ukończył studia na Wydziale Dziennikarstwa i Nauk Politycznych UW, a w 2004 roku ukończył Warsztaty Aktorskie „Anima Art” według Metody Lee Strasberga oraz techniki improwizacji według Violi Spolin.

## Nagrody
- 2000: I miejsce w konkursie scenariuszowym Sundance Institute za scenariusz „Przedsionek Piekła”.

## Scenarzysta
- 2009: Bliskość
- 2011: Pamiętaj o mnie
- 2013: Solange
- 2014: O włos

## Reżyser
- 2009: Bliskość
- 2011: Pamiętaj o mnie

## Producent
- 2009: Bliskość

## Filmografia
- 1997–2021: Klan – 5 ról: policjant, który przyłapał Bożenkę Rosiak-Lubicz na wagarach (odcinek: 1458 w sezonie 2007/2008); doktor Jędral, lekarz onkolog w Centrum Medycznym "El-Med" badający m.in. Annę Surmacz-Koziełło (odcinek: 2121 w sezonie 2011/2012); lekarz w karetce Pogotowia Ratunkowego wezwanej do Maćka Lubicza (odcinek: 2543 w sezonie 2013/2014); właściciel domu przy ulicy Mleczarskiej w Warszawie, klient Agencji Sprzątającej „Najczystsza Przyjemność”, który wrzucił do Internetu film z udziałem pracującej tam Anny Ramony Szymańskiej (odcinek: 2786 w sezonie 2015/2016); lekarz pediatra leczący m.in. Filipa, syna Aleksandry Lubicz i Rafała Woźniackiego (odcinek: 3505 w sezonie 2018/2019)
- 1999: Na koniec świata – żandarm (nie występuje w napisach)
- 2001: Wiedźmin – rycerz (nie występuje w napisach)
- 2002: Wiedźmin – rycerz (nie występuje w napisach)
- 2002–2010: Samo życie – kurier z dokumentami do podpisu od mecenasa Edwarda Leńskiego dla Marii Majewskiej, właścicielki firmy "Ignis Cosmetics" (odc. 276) (nie występuje w napisach)
- 2003-2021: Na Wspólnej – 4 role: oficer straży granicznej (odc.507), Krzysztof, znajomy Juliana Szczęsnego (odc.1178), listonosz (odc.1647), Leszek Malewicz, członek zarządu wydawnictwa (odc.2027, 2066, 2068, 2097–2098, 2100, 2164, 2206, 2208, 2217, 2219, 2228, 2291, 2294, 2297, 2300, 2302, 2305, 2307, 2315, 2317, 2322–2323, 2326, 2328–2329)
- 2004: Dziki – oficer ABW (odc. 7)
- 2005–2008: Plebania  – inwestor z Lublina (odc. 623), mecenas (odc. 740), mecenas Marian Piotrowski, adwokat rodziny Kurków (odc. 1123, 1127, 1134, 1145, 1146, 1148, 1149)
- 2005: Parę osób, mały czas – aktor recytujący wiersz Stańczakowej
- 2005: Kryminalni – wikary w Hryminie (odc.19)
- 2006: Salon masażu – Marcel, pracownik banku
- 2006: Sekcja 998 – ojczym (odc. „Żądło”)
- 2006–2018: Na dobre i na złe – ratownik medyczny (odc. 245), sanitariusz (odc. 564), sędzia Brodziński (odc. 697)
- 2007: Wywiad – potępiony
- 2007: Prawo miasta – policjant na portierni (odc.9,10)
- 2007–2018: M jak miłość – policjant (odc.563), doradca finansowy Jana (odc.871), Stawera (odc.954), agent nieruchomości (odc.998), klient reprezentujący "Impermex" (odc.1055), gracz w kasynie (odc.1111), prokurator (odc.1397)
- 2007: Faceci do wzięcia – kupujący (odc.40)
- 2007: Ekipa – policjant (odc. 4)
- 2007–2013: Barwy szczęścia – policjant przesłuchujący Huberta (odc.17), policjant (odc.1047)
- 2007–2009: Tylko miłość – agent z firmy „RŻ-Cash”, w której pożyczkę zaciągnęła Zuza Karaś
- 2008: Świadomy przekaz
- 2008: Pitbull – lekarz (odc. 28)
- 2008: Agentki – mężczyzna przy barze (odc. 5) (nie występuje w napisach)
- 2009: Nie jesteśmy puszczalskie
- 2009: Groby – naukowiec
- 2009: Bliskość – Adrian
- 2009: 39 i pół – ochroniarz (odc. 39)
- 2010–2017: Ojciec Mateusz – urzędnik w Banku Pocztowym (odc. 61), lekarz (odc. 225)
- 2010: Nowa – mężczyzna (odc.4)
- 2010: 7 minut – aspirant Marcin Knapik
- 2011: Wojna żeńsko-męska – uczestnik teleturnieju
- 2011: Linia życia – Maksymilian
- 2011: Instynkt – ginekolog (odc. 10)
- 2011: Ciało Chrystusa – ksiądz „Smakosz”
- 2012: Vocuus – lekarz
- 2012: Ostra randka – głos Tadeusza
- 2012: Animus – Paweł Kędzierski
- 2013: Solange – Michał Ostrowski
- 2013: Prawdziwe życie – Tomasz Kowalczyk (odc. 6 pt. „Prawnicy”)
- 2013: Pięćdziesiąt odlotów Stefana – Spajk
- 2014: Służby specjalne – Knaź, oficer ABW (odc. 2)
- 2014: O włos – ojciec
- 2015: Wesołowska i mediatorzy – Jan Koneczny (odc. 14)
- 2015: Przyjaciółki – taksówkarz (odc. 61)
- 2015: Na sygnale – lekarz dyżurny (odc. 50)
- 2016: Pitbull. Nowe porządki – starszy sierżant Olgierd Knyga „Żandarm”
- 2016: Myszy i szczury – ojciec
- 2017: Siostry – policjant
- 2017: Lekarze na start – lekarz psychiatra w Szpitalu Psychiatrycznym, do którego trafiła Izabella Stawska, młodsza siostra Dagmary Stawskiej (odc.14,19)
- 2017: Dziewczyny ze Lwowa – mężczyzna (odc.20)
- 2017: Botoks – Jurek Banach, mąż Patrycji
- 2018: Druga szansa – ochroniarz w wydawnictwie (odc. 8, 9)
- 2018: Botoks – Jurek Banach, mąż Patrycji (odc.3)
- 2019: W rytmie serca – lekarz w karetce pogotowia ratunkowego (odc. 40, 53)
- 2019: Sługi wojny (film) – aresztant
- 2019: Sługi wojny (serial telewizyjny) – aresztant (odc. 1)
- 2019: Echo serca – instruktor nauki jazdy (odc.17,18)
- 2019–2020: Miasto długów – Mateusz Zając, dyrektor domu dziecka (odc. 6) (nie występuje w napisach)
- 2020: Stulecie Winnych – inżynier (odc. 22, 24)
- 2020: Banksterzy – dyrektor banku